# Syrphoctonus lasius
Syrphoctonus lasius là một loài tò vò trong họ Ichneumonidae.